# Andrew Sean Greer
Andrew Sean Greer (Washington, 1970. november 21. –) amerikai regény- és novellaíró.
Greer 2018-ban megkapta a szépirodalmi Pulitzer-díjat a Less című regényéért. Ő a The Story of a Marriage szerzője, amelyet a The New York Times „ihletett, lírai regénynek” nevezett, valamint a The Confessions of Max Tivoli, amelyet a San Francisco Chronicle 2004 egyik legjobb könyvének választott és Kaliforniai Könyvdíjat kapott.

## Életrajza
Andrew Sean Greer 1970 novemberében született Washington D.C.-ben, két tudós gyermekeként. A marylandi Rockville-ben nőtt fel. Ő egy egypetéjű iker. Elvégezte a Georgetown Day Schoolt és a Brown Egyetemet, ahol Robert Coovernél és Edmund Whitenál tanult, és kezdő előadóként szolgált. Részmunkaidőben Olaszországban él. Hat szépirodalmi mű szerzője. Greer a Freie Universität Berlinben és az Iowa Writers' Workshopban tanított. Bejutott a Premio von Rezzori döntőjébe egy olasz nyelvre lefordított művéért, valamint a Today Show válogatója, a New York Public Library Cullman Center és a NEA alapítvány munkatársa és a Nemzeti Könyvdíj bírája.

## Munkái
Történetei az Esquire-ben, a Paris Review-ban, a The New Yorker-ben és más nemzeti kiadványokban jelentek meg, legutóbb pedig a The Book of Other People-ben és a O. Henry-díj-ben antologizálták őket.
2004-ben jelent meg harmadik könyve, a The Confessions of Max Tivoli; John Updike egy New Yorker-beli darabja „elbűvölőnek nevezte a kiábrándulás illatosított, dandy stílusában, amelyet Proust és Nabokov dicsőített.” Ezt követően Mitch Albom a The Confessions of Max Tivoli című könyvet választotta a Today Show Book Club számára és hamarosan bestseller lett. Egy visszafelé öregedő férfi történetét Bob Dylan "My Back Pages" című dala ihlette. Témáját tekintve hasonló a Fitzgerald-novellához és a Benjamin Button különös élete című filmhez.
Greer negyedik könyve, The Story of a Marriage (A házasság története) 2008-ban jelent meg. A The New York Times ezt írta erről: "Greer úr zökkenőmentesen koreografál egy bonyolult narratívát, amely hitelesen beszél szereplőí és karakterei vágyairól. Mindeközben soha nem tér el Pearlie meggyőző és határozott hangjától." A The Washington Post "átgondoltnak, összetettnek és kitűnően megírtnak" nevezte.
A The Impossible Lives of Greta Wells (Greta Wells lehetetlen élete) 2013 júniusában jelent meg.
Less című regénye 2017-ben jelent meg, és 2018-ban Pulitzer-díjat kapott. A folytatás, a Less is Lost 2022-ben jelent meg, és debütált a The New York Times bestseller-listáján.

## Díjai
- Northern California Book Award
- California Book Award
- New York Public Library(wd) Young Lions Fiction Award(wd)
- Fellowships from the National Endowment for the Arts and the New York Public Library.
- O. Henry Award for the short story, "Darkness".[31]
- Fernanda Pivano Award 2014 for American Literature in Italy.
- Pulitzer Prize for Fiction 2018 for his novel Less.
- PEN Oakland Josephine Miles Literary Award(wd) 2018 for Less.

## Könyvei

### Regények
- The Path of Minor Planets: A Novel (2001) ISBN 9780312275563
- The Confessions of Max Tivoli (2004) ISBN 978-0-312-42381-0
- The Story of a Marriage (2008)[32] ISBN 978-0-312-42828-0
- The Impossible Lives of Greta Wells (2013) ISBN 978-0-062-21378-5
- Less: A Novel (2017) ISBN 9780316316125[33]
- Less Is Lost (2022) ISBN 9780316498906

### Novellák
Gyűjtemények
- How It Was for Me (2000) ISBN 978-0-312-24126-1

Történetek
- It's a summer day (2017) "It's a summer day" The New Yorker. Vol. 93, no. 17. pp. 54–60.

### Magyarul megjelent
- Max Tivoli vallomásai (The Confessions of Max Tivoli) – Cartaphilus, Budapest, 2009 · ISBN 9789632661032 · Fordította: Dezsényi Katalin
- Arthur Less (Less) – Álomgyár, Budapest, 2019 · ISBN 9786155929380 · Fordította: Goitein Veronika

## Fordítás
- Ez a szócikk részben vagy egészben  az   Andrew Sean Greer című angol Wikipédia-szócikk fordításán alapul.  Az eredeti cikk szerkesztőit annak laptörténete sorolja fel. Ez a jelzés csupán a megfogalmazás eredetét és a szerzői jogokat jelzi, nem szolgál a cikkben szereplő információk forrásmegjelöléseként.